# سیارک ۴۹۷۴
سیارک ۴۹۷۴ (به انگلیسی: 4974 Elford، نامگذاری:1990LA) چهار هزار و نهصد و هفتاد و چهارمین سیارک کشف شده‌است که در ۱۴ ژوئن ۱۹۹۰ کشف شد.
قدر مطلق سیارک برابر ۱۲٫۸۰ است.